# Diminutivo
Um diminutivo é uma palavra que foi modificada para transmitir um menor grau de seu significado original, para transmitir a pequenez do objeto, ou ainda, em alguns casos, para transmitir um sentido de intimidade ou carinho. A forma diminutiva dim) é um dispositivo de formação de palavras usado para expressar tais significados. Em muitas línguas, essas formas podem ser traduzidas como "pequenas" e diminutivos também podem ser formados como construções de múltiplas palavras. Diminutivos são usados frequentemente quando falando a crianças pequenas ou ao expressar ternura extrema e intimidade a um adulto. Como tal, eles são muitas vezes empregados para apelidos e hipocorismos. O oposto da forma diminutiva é o aumentativo.
Em muitas línguas, a formação de diminutivos adicionando sufixo es é uma produtiva parte da língua.

## Em português
Há duas classificações para o grau diminutivo na língua portuguesa: analítico e sintético.
O diminutivo analítico compõe-se de duas palavras que dão um significado único de diminuição. É um caso típico de determinação sintática. Exemplos:
- gato - gato pequeno - gato minúsculo
- mesa - mesa pequena - mesa minúscula
- casa - casa pequena - casa minúscula

Já o diminutivo sintético, como diz o nome, vem de uma "síntese" entre uma palavra e certos sufixos (e em alguns casos prefixos, como em minidicionário) para ter um significado de diminuição. É um caso típico de derivação sufixal. 
Exemplos:
- gato - gatinho - gatito
- mesa - mesinha - mesita
- saia - minissaia - microssaia

Além desses, existem os sufixos irregulares:
- casa - casebre
- muro - murete
- rua - ruela
- rio - riacho